# Фалеристика
Фалеристика (od lat. phalera) или наука о одликовањима је научна дисциплина из групе помоћних историјских наука, која изучава ордене, медаље, друге видове почасти као и њихове системе. Такође, студира значке и игле креиране за цивилну употребу, а може се односити и на прикупљање истих.
Ова релативно нова помоћна историјска наука бави се проучавањем настанка, развоја, естетског дефинисања, уметничког израза одликовања, као и правилима њиховог ношења, исправама о додели и слично. Као таква, уско је повезана са нумизматиком, хералдиком, архонтологијом и инсигниологијом. Фалеристика своје име дугује чехословачком официру и публицисти Олджиху Пилцу (1900–1945), који је тридесетих година ХХ века сковао назив на основу латинске речи phalerae, како се називало одликовање у облику медаљона које су заслужни римски војници носили на грудном оклопу. Настанак одликовања сеже у далеку прошлост, у време када су у старом Египту додељиване носиве ознаке добијене за војне заслуге. У средњем веку, са Првим крсташким ратом, појављује се институција војног витешког ордена или реда, која представља организовани и узајамним заветом повезани скуп појединаца који стреме истом циљу – Темплари, Тевтонци, Јовановци, Малтешки витезови итд. По угледу на војне витешке редове, током XIV века формирају се братства окупљена око одређеног светитеља, верског начела или локалитета. Сматра се да је први витешки орден који је оформио један феудални владар било Друштво витезова Светог Георгија, угарског краља Карла Роберта Анжујског из 1326. године. Већина европских монарха следила је овај пример, и убрзо се чланство у оваквим друштвима претворило у почаст коју суверен даје у знак признања за верну службу и лојалност. Привилегија да се постане витез била је уско повезана са племићким пореклом и имовином. Неки од највиших почасти модерне Европе, као што су Орден златног руна и енглески Орден подвезице, датирају из тог периода, и остали су традиционални витешки ордени који се додељују искључиво племству. Темељ савременог поимања одликовања као јавног признања за заслуге које се додељује појединцима, без обзира на њихово порекло и имовину, постављен је 1802. године, када је Наполеон Бонапарта установио Орден Легије части. Ово петостепено одличје највиши je француски орден и данас.

## Историјат одликовања код Срба
Дубровачки историчар Јаков Лукаревић (1551– 1615), бележи да је цар Стефан Душан, поводом свог крунисања, двојицу Дубровчана именовао члановима Реда витезова Светог арханђела и првомученика Стефана. Овај витешки орден може се сматрати најстаријим познaтим, орденом у Срба. За касније српске владаре од значаја је била Дружина витезова побеђеног змаја коју је основао угарски краљ, потоњи римски цар, немачки и чешки краљ Жигмунд Луксембуршки. Међу првим витезовима овог реда били су деспот Стефан Лазаревић, син кнеза Лазара, и деспот Вук Бранковић, па отуда потиче и његов надимак Змај Огњени. Ред се одржао све до средине XVII века, када му се потпуно губи сваки траг. Током владавине Отоманске империје на овим просторима, одликовања у европском смислу речи, уведена су тек за време владaвине султана Селима III (1789–1807). У првој половини XIX века, угледни Срби, свештеници, високи државни чиновници, војводе и кнежеви најчешће су одликовани орденом Знак славе – Нишан ифтихар. Кнез Александар Карађорђевић био је носилац три турска одликовања: маршалског знака, портрета падишаха и Ордена части – Нишан имтијаза. Осим овога, Турци су имали и велики број посебних ознака, које су биле врло сличне одликовањима. Постојао је знак, како за православне патријархе, тако и за терџумане, односно преводиоце, као званичне заступнике код турске власти. Како су Срби живели на територијама више држава, тако су и њихова одликовања била разнолика. Само ретки међу Србима из Приморја, носили су једини витешки орден Млетачке републике – Орден Светог Марка. Најчешће одличје додељивано Србима за војне заслуге до XVIII века у Хабзбуршкој монархији, била је златна или сребрна Медаља за храброст. Орден Марије Терезије био је први прави орден за ратне заслуге који је са собом носио и додељивање племићке титуле. Племство су могли да донесу и ордени Леополда и Гвоздене круне. Осим путем војне службе, Срби су до високих Хабзбуршких ордена стизали и посредством високих црквених положаја. Носиоци ових ордена били су владика Платон Атанацковић, митрополит Стеван Стратимировић и патријарх Јосиф Рајачић. Поред аустријских, најбројнија одличја која су Срби добијали до прве половине XIX века су и она руске провенијенције. Разлог томе треба тражити у значајном учешћу Срба у руској царској војсци. Добијање високог ордена носило је са собом и друштвени статус, племићке титуле и одређене привилегије у каријери. Највиши царски орден био је Орден Светог Андреја Првозваног. Орден Светог Георгија Победоносца било је највише одличје које се добијало за ратне заслуге, а посебно је високо цењен Орден Светог Владимира који је додељиван за изузетне личне заслуге. Пре увођења система државних одликовања у Кнежевини Србији, један од уобичајених начина да се укаже почаст некој личности за заслуге била је додела почасног оружја, посебно украшеног и израђеног од скупоценог материјала.
Први орден Кнежевине Србије Таковски крст, установљен је указом кнеза Михаила Обреновића 1865. године. Настао је поводом прославе 50-годишњице Другог српског устанка и уручиван је свим живим учесницима, док су породице преминулих добијале Медаљу која није била намењена ношењу. Претпоставља се да је нацрт за Таковски крст урадио Анастас Јовановић. Изменама које је 1876. године увео кнез Милан Обреновић, Таковски крст трансформисан је у орден за заслуге. Он ће бити једини орден Кнежевине Србије све до доношења Закона о орденима 23. јануара 1883. године, када је установљен Орден двоглавог белог орла. Овај орден у ликовном смислу представљао је парафразу државног грба. Додељиван је у пет степени и био је прво и највише одлучје Краљевине Србије. Истим Законом установљен је и Орден Светог Саве, који је био намењен заслужнима у области религије, просвете, културе, државне и локалне управе. У спомен на 500-годишњицу Косовског боја, 8. априла 1889. године установљен је Орден Светог кнеза Лазара. На миропомазању у манастиру Жича, исте године, краљ Александар Обреновић први пут је носио знаке овог новог, највишег ордена Краљевине Србије. Орден је имао само један степен и могли су га носити само краљ и његов пунолетни наследник. Израђен је према нацртима Михаила Валтровића, у радионици „Николај и Дункер” у немачком граду Ханау. По својој ексклузивности и функцији, Орден Светог кнеза Лазара припада категорији регалија, односно владарских знакова. Последњи орден који је основала династија Обреновића, био је Орден Милоша Великог, установљен 17. децембра 1898. године, поводом 40-годишњице повратка кнеза Милоша на престо Србије. Орден је имао четири степена и током четири године постојања био је први у рангу међу орденима Краљевине Србије. Падом династије 1903. године престала је његова додела, и било је забрањено његово ношење на униформи, мада се та забрана у стварности није доследно поштовала. Доласком Карађорђевића на престо Краљевине Србије успоставља се нови ред у систему јавних признања. Краљ Петар I Карађорђевић основао је Орден Карађорђеве звезде 1. јануара 1904, поводом 100-годишњице подизања Првог српског устанка. Нови орден заузео је прво место на листи српских одличја, не рачунајући већ постојећи Орден Светог кнеза Лазара. Истовремено је имао карактер ордена за заслуге и породичног ордена на који мушки чланови владарског дома стичу право по рођењу. Орден Карађорђеве звезде додељивао се у четири степена. Краљ Александар I Карађорђевић, установио је Орден југословенске круне 5. априла 1930. године. Разлог за његово оснивање било је преименовање Краљевине Срба, Хрвата и Словенаца у Краљевину Југославију, настојећи да се поред свих постојећих одликовања преузетих их Краљевине Србије, успостави и једно које ће бити везано за Краљевину Југославију. Орден је додељиван у пет степени, као признање за „заслуге на раду за Краља и Отаџбину, државно и народно јединство”. Највећи број додела био је у оквиру дипломатске службе и високих државних чиновника. Сачувана ликовна решења сведоче да је аутор коначне верзије овог ордена био руски архитекта Николај Краснов. Обележавање владарских јубилеја доделом одликовања заслужним појединцима, почело је повратком кнеза Милоша Обреновића на престо. По броју одликовања и њиховом естетском аспекту, период владавине краља Александра I Обреновића представља зенит одличја српске државе. Инсигније су углавном наручиване у Аустрији и биле су на нивоу техничког и занатског савршенства тог времена. Штедљива држава је, међутим, део трошкова израде, надокнађивала путем орденске таксе коју је одликовани морао да плати.
Медаља за услуге владараском дому додељивала се углавном лицима у дворској служби. Две српске краљице, Наталија, супруга Милана Обрановића и Драга, супруга Александра Обреновића, имале су медаље са својим иницијалима. Додељиване су искључиво дамама – за заслуге краљу, династији или држави. Медаља се носила о машни, испод левог рамена. Дворске даме краљице Марије Карађорђевић, као посебну привилегију, носиле су сребрни знак – стилизовано слово М и круну. Пригодом проглашења краљевине, ступања на престо, владарских венчања, династичких промена, емитоване су споменице и медаље. Убиство владара, по правилу, не облежава се на овај начин. Изузетак је направљен после убиства кнеза Михаила у Топчидеру, када је искована споменица која није била намењена ношењу. После убиства краља Александра у Марсељу 1934. године, емитоване су бројне споменице, а само једна имала је полузванични статус. Носили су је припадници војне пратње који су учествовали у преносу краљевих посмртних остатака од Марсеља до Београда. Држава није била једини емитер јавних признања. Време мира и просперитета у Краљевини Србији, касније Краљевини Срба, Хрвата и Словенаца – Југославији, погодовало је формирању разних удружења, клубова и хуманитарних организација, које су емитовале сопствене пригодне споменице и медаље. Неретко су и приватне задужбине као и фондови оснивали сопствена одличја. Она су се додељивала за одличан успех и посебно залагање полазницима разних течајева и курсева које су задужбине организовале. У посебну категорију јубиларних и свечаних ознака и медаља могу се убројати и знаци војних јединица чији је почасни заповедник владар. У свечаним приликама, чланови Сената и народни посланици Скупштине Краљевине Србије, на грудима су носили посебне ознаке своје функције. Ове ознаке спадају у најлепша службена обележја свог времена, и данас су веома ретке. У ексклузивне службене ознаке са карактеристикама одличја спада и знак редовних чланова Српске краљевске академије наука. Одликовања су била део јавног живота. Носила су се и излагала у свим прописаним приликама, како у Краљевини Србији, тако и у Краљевини Југославији. У дипломатској и војној служби, одликовања су била део службеног лика свог носиоца и прецизно су дефинисала његов статус унутар службе. На сачуваним фотографијама, портретима и филмским записима остало је забележено да су се одликовања носила приликом свих свечаних догађаја, било државних или породичних. Као такав, неизбежно присутни елемент, говорила су о значају самог догађаја, али и о улози и значају појединаца у друштвеној хијерархији свога времена.